# Francis Tabary
Pour les articles homonymes, voir Tabary.

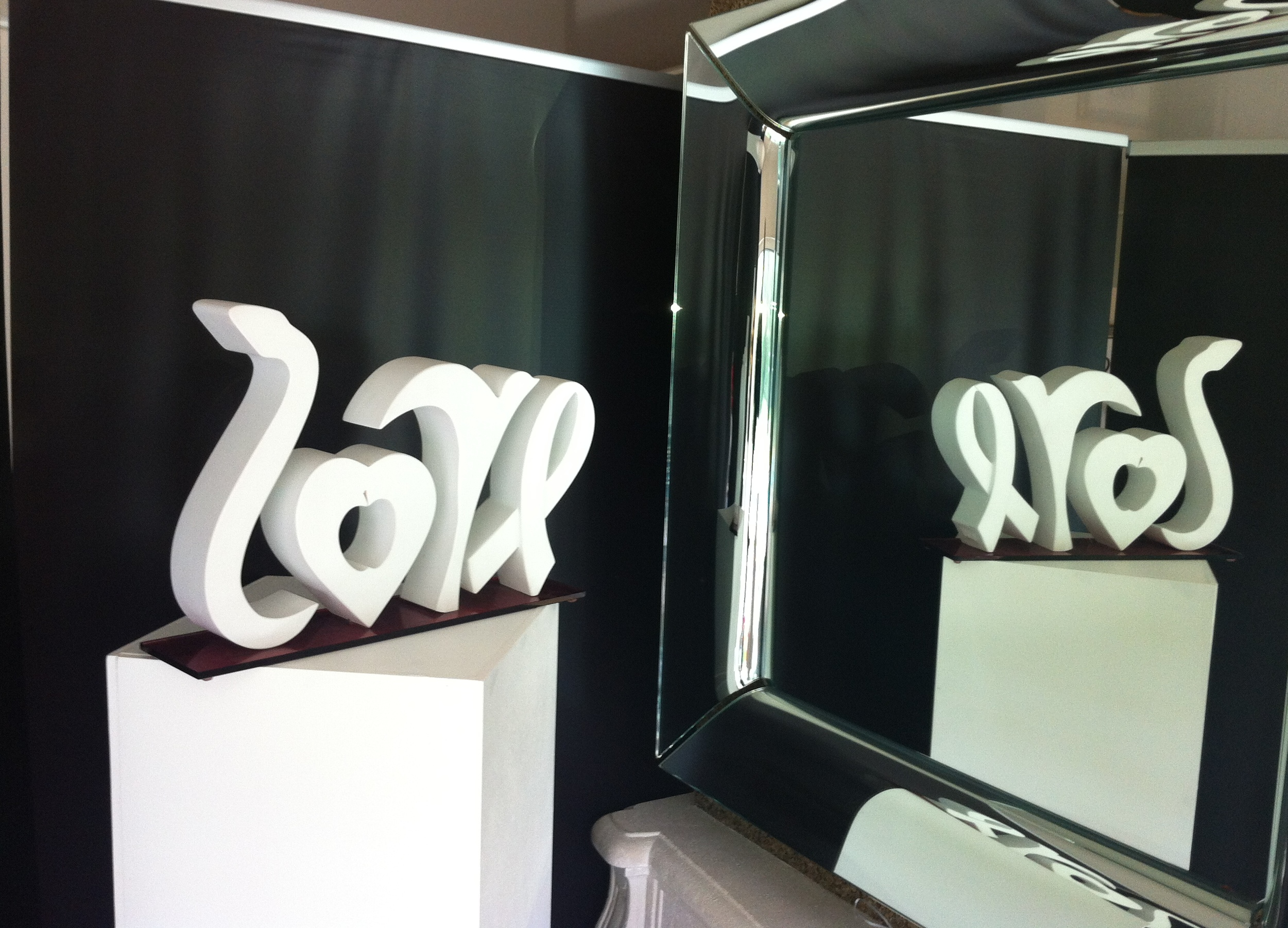
Sculpture ambigramme Love Eros de Francis Tabary.

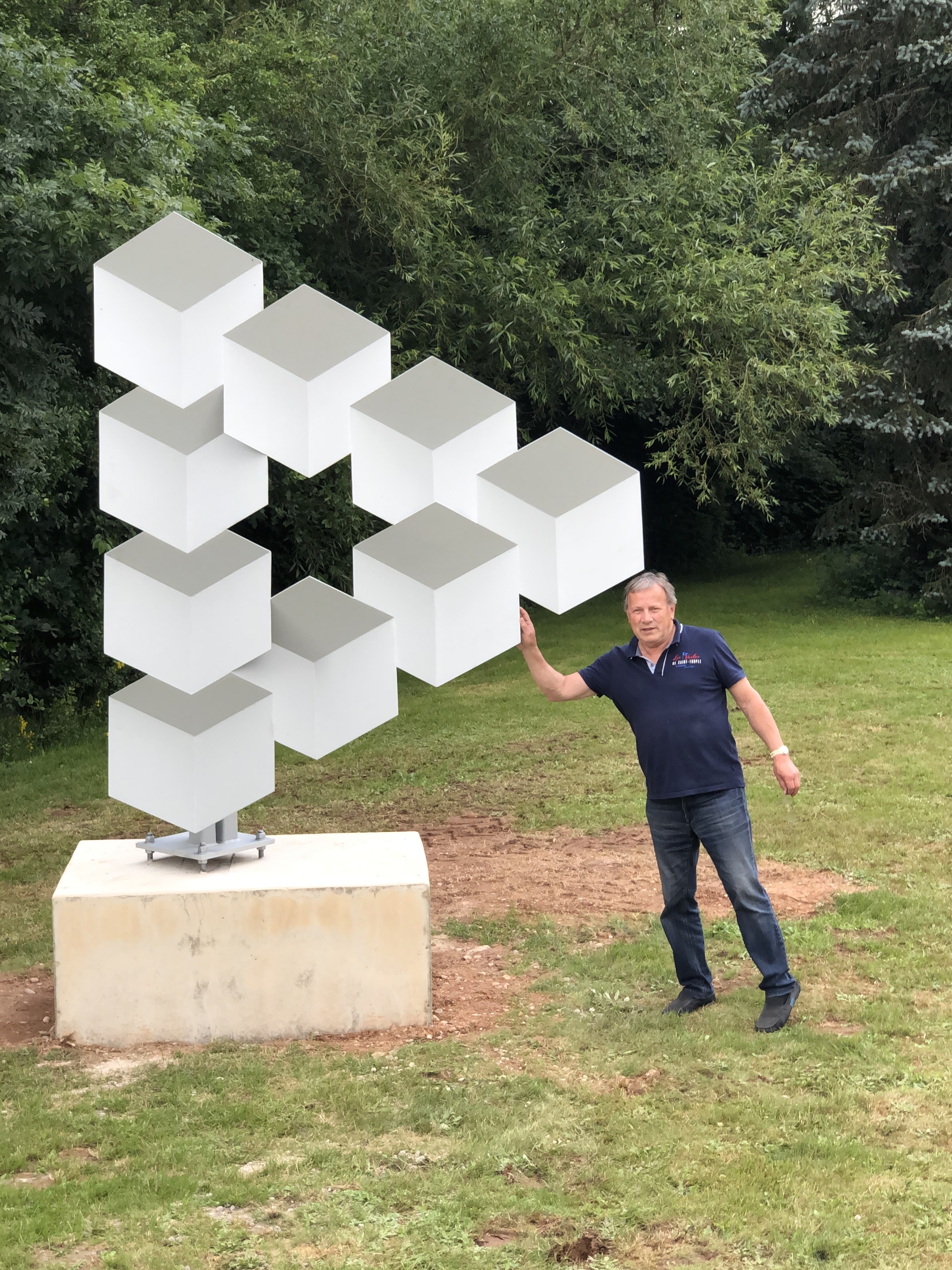

Francis Tabary est un prestidigitateur et un illusionniste français.
Créateur d’oeuvres d’art , il apporte à la magie une nouvelle dimension artistique par ses réalisations qui sont le fruit improbable de l’illusion et de l’art. La réalisation de son premier « triangle impossible » est le point de départ de ses nombreuses créations et ses sculptures d’ambigrammes apportent une nouvelle vue sur ces calligraphies magiques en 3D.

## Biographie
Fils d'un décorateur de théâtre devenu peintre en bâtiment et d'une professeur de mathématiques, le jeune Francis Tabary n'a que sept ans quand il assiste dans son village au spectacle du magicien ambulant Gustavio. Dès lors, il se passionne pour tous les domaines de la magie. C'est ainsi qu'il devient, à l'âge de quinze ans, le plus jeune membre du Cercle des Magiciens de Nancy.
Lors de ses études de pharmacie à Strasbourg, il crée avec d'autres illusionnistes le Cercle magique d'Alsace en 1971. Une fois diplômé, il ouvre une officine dans les Vosges mais, tout en pratiquant son métier de pharmacien, continue à perfectionner sa technique. Il se produit alors sur scène, en France d'abord, puis, à partir de 1991, dans le monde entier.

## Prestidigitation
Les domaines de prédilection de Tabary sont la magie de salon et le close-up.
Il est notamment l'auteur de routines de cordes qui lui valurent plusieurs récompenses : en 1988, le premier prix dans la catégorie « Invention » au Congrès national de l’Association française des Artistes Prestidigitateurs, puis en 1991 le titre de « Champion du monde de close-up » lors du congrès mondial des magiciens réunis à Lausanne.
Cette reconnaissance par ses pairs lui vaut depuis d'être régulièrement demandé pour des conférences et des représentations dans de nombreux pays.
Il a complété sa panoplie avec des tours de cartes originaux, des manipulations de foulards, de pièces, de billets...

## Illusion
Francis Tabary est aussi passionné par les objets impossibles et les ambigrammes.
On lui doit la conception d'objets surprenants, tels des triangles de Penrose, des escaliers de Penrose, des blivets, des cubes impossibles. Il fait réaliser ses créations en résine, en bronze ou en aluminium brossé.
Sa passion la plus récente concerne les ambigrammes. Il a dessiné sa propre version des classiques : entrée/sortie, bienvenue/au revoir, ouvert/fermé, etc. Son identité se prête à ce traitement, son prénom Francis devient son nom Tabary après réflexion dans un miroir. 
Certaines de ses créations ont aussi été sculptées et commercialisées, notamment les très glamours love/love, love/Eros et love/amor.

## Publications

### Livres
- Magie des cordes, éd. Jean-Pierre Hornecker - Magix unlimited

### DVD
- The Award Winner Rope Magic of Tabary, en anglais
- Tabary's Elegant Rope Magic, en anglais
- Tabary's Fantastic Rope Magic, en anglais

### Sources
- L'Est magazine du dimanche 29 avril 2007.